# Surinaamse Partij van de Arbeid
De Surinaamse Partij van de Arbeid (SPA) is een Surinaamse politieke partij. De partij werd sinds 2009 geleid door Guno Castelen. In 2024 volgde Joyce Amarello-Williams hem op.

## Geschiedenis
De partij werd op 1 juli 1987 opgericht door tientallen personen waaronder de aan de vakbonden gelieerde Fred Derby (C-47), Siegfried Gilds (C-47) en Allan Li Fo Sjoe (CLO). Die laatste twee waren toen, in de overgangsperiode naar het herstel van de democratie, namens de vakbonden minister. In tegenstelling tot de oude partijen die georiënteerd waren op etnische gronden, wilde de Surinaamse Partij van de Arbeid zich richten tot personen uit alle bevolkingsgroepen en dan vooral arbeiders, landbouwers, vrouwen, jongeren en progressieve intellectuelen. Bij de oprichting werd Derby gekozen tot de voorzitter.

## Verkiezingsuitslagen
| Verkiezingsjaar | Partijvoorzitter | Alliantie   | Kandidatenlijst | Aantal stemmen | % van de stemmers | Aantal behaalde zetels | Coalitie/Oppositie |
| --------------- | ---------------- | ----------- | --------------- | -------------- | ----------------- | ---------------------- | ------------------ |
| 1987            | Fred Derby       | -           | Kandidatenlijst | 2.704          | 1,57              | 0 / 51                 | Buitenparlementair |
| 1991            | Fred Derby       | Nieuw Front | Kandidatenlijst |                |                   | 3 / 51                 | Coalitie           |
| 1996            | Fred Derby       | Nieuw Front | Kandidatenlijst |                |                   | 1 / 51                 | Oppositie          |
| 2000            | Fred Derby       | Nieuw Front | Kandidatenlijst |                |                   | 4 / 51                 | Coalitie           |
| 2005            | Siegfried Gilds  | Nieuw Front | Kandidatenlijst | 2.482          |                   | 2 / 51                 | Coalitie           |
| 2010            | Guno Castelen    | Nieuw Front | Kandidatenlijst | 2.003          |                   | 1 / 51                 | Oppositie          |
| 2015            | Guno Castelen    | V7          | Kandidatenlijst | 719            |                   | 0 / 51                 | Buitenparlementair |
| 2020            | Guno Castelen    | -           | Kandidatenlijst | 922            | 0.34              | 0 / 51                 | Buitenparlementair |

## Verkiezingen

### Verkiezingen 1987
Eind 1987, bij de eerste vrije verkiezingen na de Sergeantencoup van 1980, werden geen van de SPA-kandidaten gekozen terwijl het Front voor Democratie en Ontwikkeling (bestaande uit NPS, VHP en KTPI) 40 van de 51 zetels behaalde.

### Verkiezingen 1991
Na de Telefooncoup van 1990 volgden in 1991 nieuwe verkiezingen waarbij de SPA zich aansloot bij het Front onder de nieuwe naam Nieuw Front voor Democratie en Ontwikkeling waar het ook bij latere verkiezingen deel van zou uitmaken. Dit samenwerkingsverband kreeg toen 30 zetels waarvan er 3 toekwamen aan SPA. In de regering-Venetiaan die daarop gevormd werd zaten drie SPA-ministers: Reynold Simons op het ministerie van Arbeid (in 1993 opgevolgd door de SPA'er Jack Kross), Siegfried Gilds op het ministerie van Defensie en John Defares op het ministerie van Transport, Communicatie en Toerisme (TCT).

### Verkiezingen 1996
Bij de verkiezingen van 1996 behaalde de SPA één zetel in De Nationale Assemblée en maakte ook geen deel uit van de regering Wijdenbosch II die toen volgde.

### Verkiezingen 2000
Bij de parlementsverkiezingen in 2000 behaalde de SPA vier zetels en mochten ze drie ministers leveren: Clifford Marica op Arbeid, Technologische Ontwikkeling en Milieu (ATM), Siegfried Gilds op Justitie en Politie en Guno Castelen op Transport, Communicatie en Toerisme.

### Verkiezingen 2005
Bij de verkiezingen van 2005 behaalde de SPA twee zetels en mochten twee ministers leveren: Marica bleef aan als minister van Arbeid, Technologische Ontwikkeling en Milieu terwijl Gilds minister werd van Handel en Industrie. Gilds, die na het overlijden van Derby de voorzitter was geworden, trad in januari 2006 af als minister vanwege beschuldigingen dat hij net als zijn neef betrokken zou zijn bij witwassen van geld. Marica volgde later dat jaar Gilds op als minister van Handel en Industrie en SPA'er Joyce Amarello-Williams volgde Marica op als minister van Arbeid, Technologische Ontwikkeling en Milieu. In mei 2009 werd Siegfried Gilds veroordeeld tot een jaar gevangenisstraf vanwege witwaspraktijken en een poging een getuige om te praten. Hij gaf toen ook het partijvoorzitterschap op waarna een strijd losbarstte tussen Marica en Castelen over zijn opvolging. Hoewel Gilds de voorkeur had voor Marica werd Castelen de nieuwe voorzitter.

### Verkiezingen 2010
Bij de verkiezingen van 2010 deed de Surinaamse Partij van de Arbeid opnieuw mee als deel van het Nieuw Front en haalde daar maar één zetel die werd ingenomen door Guno Castelen.

### Verkiezingen 2015
Een half jaar voorafgaand aan de verkiezingen van 2015 splitste SPA'er en oud-minister Clifford Marica zich af en richtte de partij Duurzaam en Rechtvaardig Samenleven (DRS) op. De SPA zelf deed mee in de alliantie V7. Chan Santokhi (VHP) werd door V7 naar voren geschoven als de presidentskandidaat. De alliantie behaalde 18 zetels. De SPA, noch DRS, behaalde tijdens de verkiezingen voldoende stemmen voor een zetel in De Nationale Assemblée.
De SPA ging medio 2016 de samenwerking aan met Democratisch Alternatief '91.

### Verkiezingen 2020
De partij behaalde 922 stemmen tijdens de verkiezingen van 2020, te weinig voor een zetel.